# Ojczyzna (tygodnik)
Ojczyzna – polskojęzyczny tygodnik ukazujący się w schyłkowym okresie istnienia ZSRR, wydawany w Wilnie. 
Gazeta powstała z inicjatywy deputowanego do Rady Najwyższej ZSRR Jana Ciechanowicza. Pierwszy numer ukazał się 5 lutego 1991 roku, ostatni 21 sierpnia 1991 roku. Po nieudanym puczu gen. Janajewa pismo zostało zdelegalizowane przez władze litewskie jako antypaństwowe. 
Ogółem wydano 29 numerów. Na czele redakcji „Ojczyzny” stał Feliks Mierkułow, mieszkaniec řejonu Solíecznickiego, a w jej skład wchodzili Borys Oszerow i Salomon Medajski. W piśmie swoje artykuły publikował m.in. Jan Ciechanowicz.